# Dineutus picipes
Dineutus picipes là một loài bọ cánh cứng trong họ van Gyrinidae. Loài này được Waterhouse miêu tả khoa học năm 1876.